# Colasposoma chloris
Colasposoma chloris é uma espécie de escaravelho de folha da República Democrática do Congo, descrito por Édouard Lefèvre em 1877.